# Aleksandra Grīna bulvāris
Aleksandra Grīna bulvāris est une rue à Rīga en Lettonie,.

## Présentation
Le boulevard Aleksandra Grīna bulvāris traverse le district de Kurzeme et la  banlieue de Zemgale, à proximité d'Āgenskalns. 
Le boulevard commence à l'intersection de la rue Daugavgrivas iela et de Raņķa dambis, se dirige vers le sud-sud-ouest et se termine en croisant la rue Bāriņu iela. 
La longueur totale de la rue atteint 809 mètres.
La rue porte le nom de l'écrivain letton Aleksandrs Grīns.
Long de 815 mètres, le boulevard Aleksandrs Grīns est situé dans la partie orientale du quartier d'Āgenskalns. 
Près du Maritim Hotel, le boulevard Aleksandra Grins croise la rue Slokas iela. 
Le parc de la Victoire est situé sur toute la longueur de la rue. 
Dans le tronçon allant de Slokas iela à Bāriņu iela, il y a une voie de tramway d'un côté du boulevard Aleksandra Grīna, du côté du parc de la Victoire. 
Le boulevard Alexander Green se termine dans la rue Bāriņu iela.

## Galerie

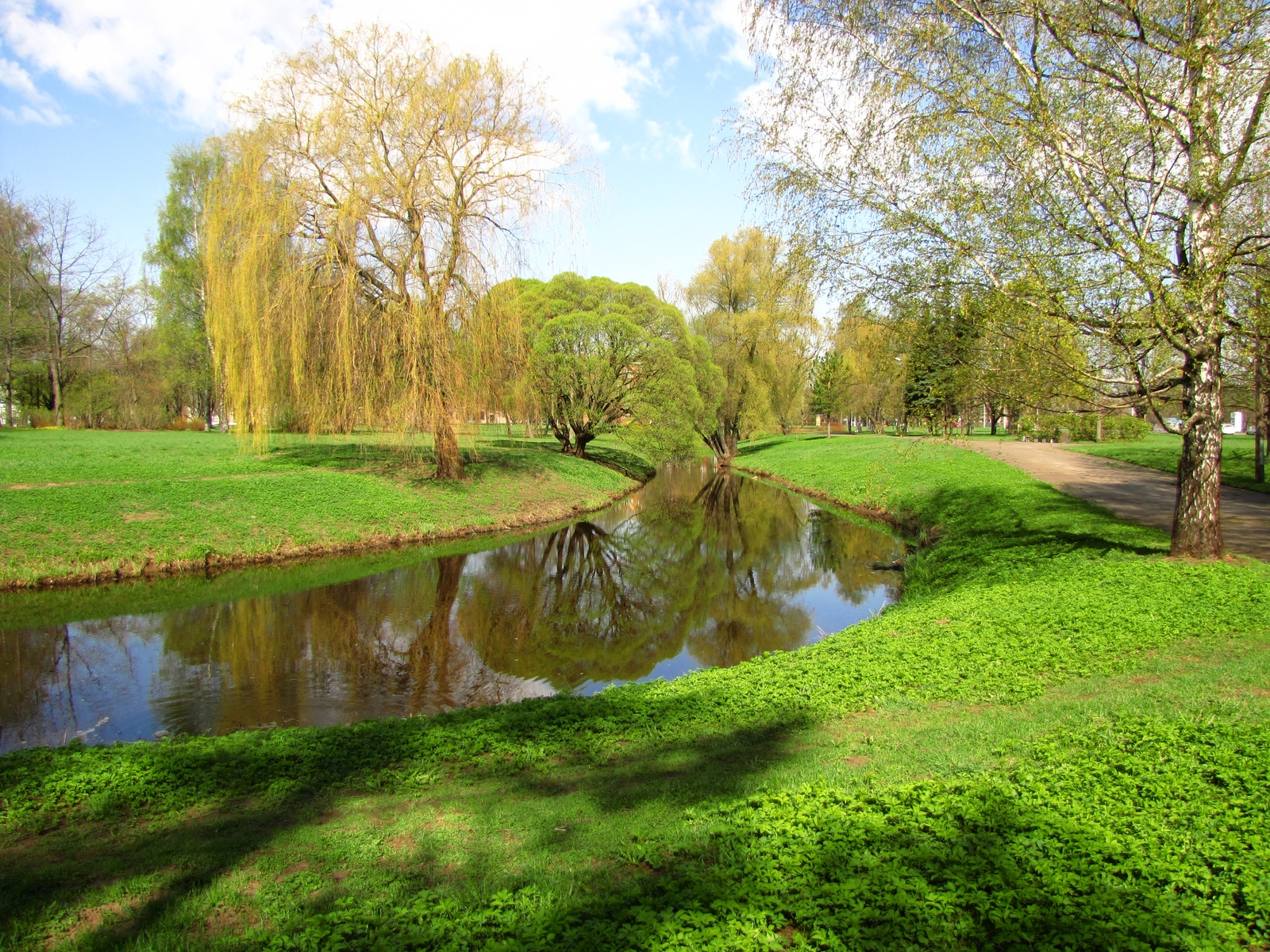
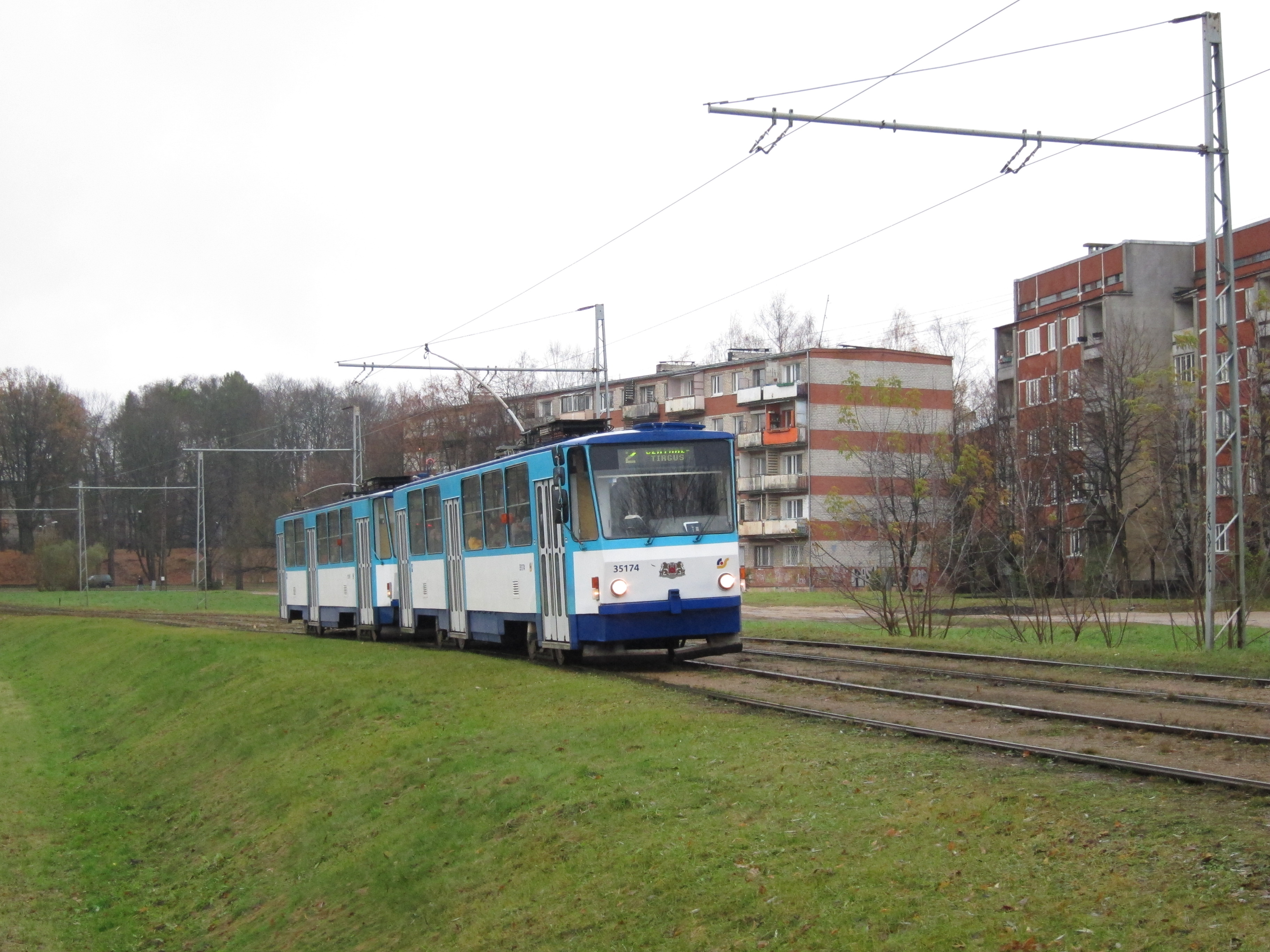
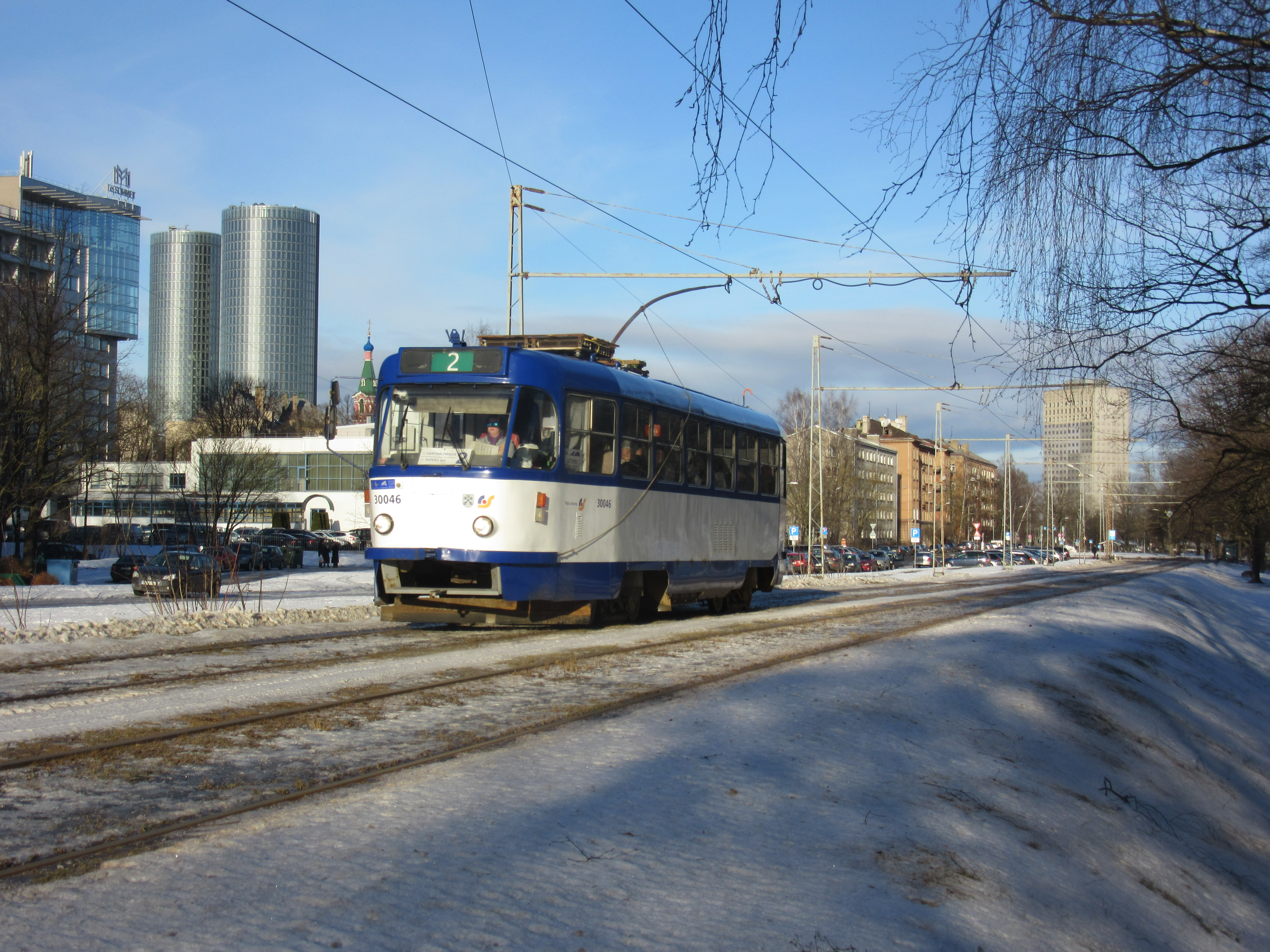

## Transports
- Tramway : 2